# Sinn Sisamouth
Sinn Sisamouth (en khmer ស៊ិន ស៊ីសាមុត) (autres écritures : Sinn Sisamout/h, Sisamut/h ou 'Si' suivi d'un espace : Si Samouth ; prononcé : Sinn Sis-sa-moutt) est un chanteur cambodgien à succès des années 1960 et 1970. Généralement considéré comme le « roi de la musique khmère ». Samouth, ainsi que Ros Serey Sothea, Pan Ron et quelques autres, faisait partie de la grande vague de la musique pop de Phnom Penh qui permit la rencontre d'éléments de la musique traditionnelle cambodgienne avec les sons du rhythm and blues et du rock 'n' roll. Finalement, ces chansons occidentalisées, touchant parfois au rock psychédélique ou au garage rock, eurent un succès immense au Cambodge. Aujourd'hui encore, aucun artiste ne dépasse Samouth en notoriété.
Les circonstances de sa mort sous le régime khmer rouge nous restent inconnues.

## Biographie

### Enfance et jeunesse
Sinn Sisamouth est né en 1932 dans la province de Stung Treng, d'un père nommé Sinn Leang et d'une mère d'origine laotienne et Han nommée Seb Bunlei.
Samouth était le plus jeune enfant de sa famille, avec un frère et deux sœurs plus âgées. Son père fut gardien de prison dans la province de Battambang puis soldat durant la période coloniale, avant de mourir de maladie. Sa mère se maria à nouveau, donnant naissance à deux autres enfants.
Samouth fut scolarisé à l'école élémentaire de Stung Treng à l'âge de cinq ans. À six ou sept ans, il commença à montrer de l'intérêt pour la pratique de la guitare, et il participa à des représentations scolaires. Ses autres centres d'intérêt étaient l'étude des écritures bouddhiques, la littérature, le football et les cerfs-volants.
Aux alentours de 1951, il eût son diplôme d'école élémentaire et se rendit à Phnom Penh pour étudier la médecine, tout en continuant à travailler sa voix et à écrire des chansons. De même qu'à l'école élémentaire, il devint rapidement populaire à l'université et fut fréquemment amené à jouer durant les célébrations.
Lorsque le Cambodge obtint de la France l'indépendance en 1953, Samouth s'était déjà fait remarquer par sa voix particulièrement agréable et fut embauché par la radio nationale. Il poursuivit ses études en parallèle, travaillant à l'hôpital Preah Ketomealea.

### Carrière musicale
À l'issue de ses études médicales, Samouth épousa sa cousine Keo Thorng Gnut. Ils eurent quatre enfants. C'est aussi à cette époque qu'il commença à devenir une grande vedette de la chanson au Cambodge.
Sa voix claire de crooner, combinée avec ses compositions autour des plaisirs et des douleurs de l'amour, firent de lui la grande idole masculine de l'époque. Son répertoire comprenait de nombreuses ballades, mais aussi des titres rocks emmenés par des guitares électriques, orgues explosifs et parties de batterie entraînantes. D'autres titres étaient plus proches du latin jazz, avec instruments à vent, cuivres et percussions.
Il interpréta les bandes originales de nombreux films à succès, tels que On srey On ou Thavory meas bong. Il enregistra également de nombreux duos avec les chanteuses Pan Ron et Ros Sereysothea. La voix aiguë et précise de cette dernière (l'autre grande star de l'époque) se joignait avec bonheur au timbre plus profond de Sisamouth.
Étant considéré comme le plus grand artiste populaire du royaume, on lui demanda de diriger l'orchestre du palais du roi Norodom Sihanouk, un poste qu'il occupa jusqu'en 1970 (coup d'État contre la monarchie). Il chantait non seulement des morceaux contemporains, mais également de la musique traditionnelle.
De 1972 à 1973, il rencontre François Monier, ancien journaliste, devenu après le protectorat français l'éditeur de musique Kruorch Bunly publia Une collection de Chansons Sentimentales, qui comprenait 500 titres chantés par Sinn Sisamouth[pas clair]. On estime qu'il en écrivit plusieurs milliers, son fils Sinn Chaya prétendant même qu'il en composait une par jour à l'apogée de son succès.
En plus de ses propres compositions, Samouth importa de nombreuses mélodies occidentales au Cambodge, écrivant de nouvelles paroles en Khmer. On peut citer par exemple le grand classique américain The House of the Rising Sun traduit par « Je t'attends toujours » (une démonstration particulièrement réussie de son phrasé suspendu et de sa voix de baryton), Black Magic Woman (de Peter Green) en J'aime les petites femmes, et Quando My Love, un classique pour crooner quelle que soit la langue.

### LesKilling Fields
À la suite du coup d'État du 18 mars 1970 qui remplaça Sihanouk par le gouvernement de Lon Nol, Samouth dirigea des orchestres ministériels sous la République khmère (1970 - 1975). Comme de nombreux Phnompenhois en ces temps de guerre civile, il participa à la défense de la capitale. Lors de l'offensive victorieuse des Khmers Rouges contre la ville le 17 avril 1975, il était parvenu au rang de capitaine. De même que des millions d'autres citadins et réfugiés, il fut contraint de quitter Phnom Penh dans la foulée.
Il s'était également remarié à une danseuse du Ballet royal, enceinte à cette époque de leur deuxième enfant.
Les circonstances de sa mort au cours du génocide khmer rouge, nous restent inconnues. Mais il avait fréquenté l'ancien gouvernement, possédait une éducation universitaire et était un artiste de taille pour sa compromission dans la société « capitaliste » que Pol Pot souhaitait éradiquer sans nuances. Une légende prétend qu'avant son exécution, Samouth demanda l'autorisation de chanter une chanson pour le cadre local du Parti, mais que les soldats intraitables ne furent guère émus et, à la fin du morceau, l'assassinèrent.

## Héritage
Sa présence et son influence sur la musique cambodgienne ont été si importantes que sa notoriété est intacte encore aujourd'hui.
Trois enfants issus de son premier mariage survécurent au régime khmer rouge et l'un d'eux, Sinn Chaya, devint chanteur pour la radio cambodgienne, bien qu'il ait reconnu lui-même ne pouvoir être comparé à son père.
Parmi les milliers de morceaux qu'il a probablement écrits, un grand nombre a survécu et continue d'être enregistré par de jeunes artistes.
Bien que tous les supports originaux de ses enregistrements studio soient très probablement perdus ou détruits par la guerre, son œuvre continue d'être diffusée à partir des cassettes et vinyles de l'époque qui ont été transférés sur CD. On les entend encore fréquemment sur les ondes cambodgiennes, dans leurs versions originales, ou dans les versions remixées qui sont actuellement très populaires dans le pays.
En 1996 sort la compilation Cambodian Rocks de 22 chansons de rock psychédélique et garage rock cambodgien de la fin des années 1960 et du début des années 1970 parmi lesquelles plusieurs sont interprétées chantées par Sinn Sisamouth, les autres l'étant par Yol Aularong, Ros Sereysothea, Pan Ron, Liev Tuk…

## Discographie partielle
Quelques chansons (parmi les centaines et peut-être milliers) que Sinn Sisamouth composa et interpréta lui-même, parfois avec Ros Sereysothea ou Pan Ron :
Remarque : Les Khmers aiment la métaphore, dans les chansons en fleur, Bopha, Champa, Kolap, etc. sont représentées en jolie femme. Tandis Lune, étoile, soleil pour mettre en valeur la beauté du personnage comparable au Divinité, soleil, lune ou étoile, etc. Ainsi d'autres noms d'oiseaux sont représentés en général comme des personnages…

## En solo

### A
- Aé Na Tiw Han Suor? (Où est le Paradis ?) parole et musique de Voy Ho
- Annie…
- Proith Phnom Sompov (Pensées sur le mont Sompov) parole et musique de Sinn Sisamouth

### B
- Ba Aun Ban Bang Aun (Oh Bébé si tu m'avais…)
- Battambang Bandol Jet
- Bopha Chiang Mai (Fleur (c.à.d. jeune fille) de Chiang Mai)
- Bopha dei krong (Fleur de la ville)
- Bopha Koah Kong (Fleur de l'île de Koah Kong)
- Bopha tae mouy (Une seule fille) parole et musique de Sinn Sisamouth

### C
- Champa Banteay Dek (La belle de Bantey Dek) parole de Ma Lavpy
- Champa Battambang (La belle de Battambang) parole et musique de Sinn Sisamouth
- Chang Kaœth Chea Teuk ចង់កើតជាទឹក (Envie se transformer en eau)parole et musique de Voy Ho
- Chang Trim Tae Khuñ (Je veux juste regarder)
- Chit niw tae prathna
- Chit Phit Kbat (Cœur traître et menteur)
- Chloy chaah mork oun (Répond moi oui chérie) parole et musique de Voy Ho
- Chmous Oun Doch Dourng Dara (Ton nom est comme l'essence d'une étoile)
- Chrolong seik meas ជ្រលងសេកមាស (Passage du perroquet d'or)

### D
- Davy Meas Bong ដាវីមាសបង (Davy, mon amour)
- Dorng steung Porthisat
- Dorng steung Sangker (parole de Ma Lavpy)
- Dourng netra (parole et musique de Poeuve Sipho)

### K
- Kal oun nieng roam
- Kandal dourng Chet (parole de Ma Lavpy / Musique de Sinn Sisamouth)
- Keng Youl Angrung (Dans le hamac)
- Kheung Pruos Sralanh (Je suis en colère par ce que je t'aime…)
- Klen Phahum ក្លិនផាហ៊ុំ (Parfum d'un grand foulard en soie…)
- Kolap Batdambong (Rose de Battambang)
- Kolap Mouy Tong (La seule rose)
- Kolap Pailin (Rose de Pailin)
- Kom sman Bong phlek (Ne crois pas que j'oublie), paroles et musique de Sinn Sisamouth

### L
- Lmorm heuy na srey ( ça suffit oh femme…) parole et musique de Poeuve Sipho

### M
- Majas Klen Nov Ty Na?ម្ចាស់ក្លិននៅទីណា? (Où es-tu ma belle parfumée ou mon amour ?)
- Maloub dorng steung por bak khaing
- Meas Teuk Prambei (Or impur) parole et musique de Voy Ho
- Meul Teuk Samotr (Regarde l'eau de l'océan)
- Msel Megn (Hier) parole et musique de Voy Ho

### N
- Neary chnam 72 (La fille de l'année 1972)
- Neuk aun jearnich (Je rêve de toi, Je pense à toi ou Tu me manques…)
- Nissay Srey Krub Leak (Assistance à la femme parfait)

### O
- Oh oh yeh yeh Chanson de Sinn Sisamouth contenant un refrain en anglais. Titre original « Love you more than i can say ».
- On srey On (On, la fille On)
- Aun mok pee na? (Jeune fille, où étiez-vous ?)

### P
- Pailin Soben Snae (Pailin, rêve d'amour)
- Pkai Proeuk (Etoile du matin) parole et musique de Sinn Sisamouth
- Phap Samnarng

### R
- Ream Kham Sror Mai (Khmom phgneuy sombok) parole et musique de Sinn Sisamouth
- Roomdourl dorng steung Sangker (parole et musique de Kung bun Cheurn)
- Roomdourl Pothisat (Fleur de Pursat)
- Roomdourl Kok Kong
- Roomdourl kherth Sorin (parole et musique de Mey Bun)

### S
- Samotr ream
- Sangkhim Cheanich (L'espoir toujours)
- Sday Snea Aphorp
- Snae ney yoeung (Notre amour)
- Soriya reap lich (parole et musique de Sinn Sisamouth)
- Srolang tè srey maneak ស្រឡាញ់តែស្រីម្នាក់ (Aimer qu'une seule femme)
- Stoeung Sangker Kom Praeh jet tmey (Rivière Sangker, ne change pas d'avis) parole et musique de Sinn Sisamouth

### T
- Tep Thida Khnong Soben (parole et musique de Poeuve Sipho)
- Teuk Hô Krom Spean ទឹកហូក្រោមស្ពាន (L'eau coule sous le pont)
- Thavory meas Bang (Thavory, mon amour) parole et musique de Sinn Sisamouth
- Touh yarg nar
- Troap Koap Chenda
- Tumnuñ Kita

### V
- Vil Veñ Oun (Reviens, chérie)
- Voasa Dal Haouy (L'hiver est déjà là) parole et musique de Voy Ho

### Y
- Youp 12 koert (Nuit inoubliable de la 12e lune)

### En duo avec Ros Sereysothea
- Chan Chak Mek ចន្ទចាកមេឃ
- Chhom Chet Pesey
- Jang ban pka avey? (Quelle fleur veux-tu ?)
- Kolarb snaeha (Poème d'amour)
- Konoch veyo
- Oh! snaeha euy! (Jomrirng kou sner) parole et musique de Sinn Sisamouth
- Proleung Keriyea ព្រលឹងកិរិយា (Esprit prestance)
- Sneaha œt ney (L'amour n'a pas de sens)
- Srey Na Hean Veay (Quelle est la femme, ose me frapper ?)
- Thnom Heuy Thnom (Chérir et Chérir encore plus…) parole et musique de Sinn Sisamouth

### En duo avec Pen Ran ប៉ែន រ៉ន
- Ah run rah
- Meun chess yul cheth មិនចេះយល់ចិត្ត
- Rom Cha Cha Cha!រាំ ឆា! ឆា! ឆា! (Danse Cha Cha Cha!)